# Pakistan i olympiska sommarspelen 2004
Pakistan i olympiska sommarspelen 2004 bestod av 26 idrottare som blivit uttagna av Pakistans olympiska kommitté.

## Boxning
Bantamvikt
- Mehrullah Lassi
  - Sextondelsfinal: Besegrade Aybek Abdymomunov från Kirgizistan (36 - 22)
  - Åttondelsfinal: Förlorade mot Guillermo Rigondeaux från Kuba (outscored; Round 3, 1:22)

Fjädervikt
- Sohail Ahmed Baloch
  - Sextondelsfinal: Förlorade mot Bekzod Khidirov från Uzbekistan (outscored; Round 2, 1:30)

Lättvikt
- Asghar Ali Shah
  - Sextondelsfinal: Besegrade Volodymyr Kravets från Ukraina (21 - 17)
  - Åttondelsfinal: Förlorade mot Mario César Kindelán Mesa från Kuba (9 - 24)

Lätt weltervikt
- Faisal Karim
  - Sextondelsfinal: Förlorade mot Ionuţ Gheorghe från Rumänien (11 - 26)

Mellanvikt
- Ahmed Ali Khan
  - Sextondelsfinal: Bye
  - Åttondelsfinal: Förlorade mot Gennadiy Golovkin från Kazakstan (10 - 31)

## Friidrott
Herrarnas 400 meter
- Mohammad Sajid
  - Omgång 1: 47.45 (7:a i heat 7, did not advance, 48:a totalt) (Säsongsbästa)

Herrarnas 1 500 meter
- Sumaira Zahoor
  - Omgång 1: 4:49.33 (15:a i heat 3, did not advance, 44:a totalt)

## Landhockey
Herrar
Coach: Roelant Oltmans
| 1. Ahmed Alam (GK) 2. Kashif Jawad 3. Mohammad Nadeem (c) 4. Ghazanfar Ali 5. Adnan Maqsood 6. Waseem Ahmad 7. Dilawar Hussain 8. Rehan Butt | 1. Sohail Abbas 2. Ali Raza 3. Mohammad Shabbir 4. Salman Akbar (GK) 5. Zeeshan Ashraf 6. Mudassar Ali Khan 7. Shakeel Abbasi 8. Tariq Aziz |

Gruppspel
| Lag            | Pld | W | D | L | GF | GA | GD  | Pts |
| -------------- | --- | - | - | - | -- | -- | --- | --- |
| Spanien        | 5   | 3 | 2 | 0 | 14 | 3  | +11 | 11  |
| Tyskland       | 5   | 3 | 2 | 0 | 15 | 6  | +9  | 11  |
| Pakistan       | 5   | 3 | 0 | 2 | 19 | 8  | +11 | 9   |
| Sydkorea       | 5   | 2 | 2 | 1 | 17 | 8  | +9  | 8   |
| Storbritannien | 5   | 1 | 0 | 4 | 9  | 21 | −12 | 3   |
| Egypten        | 5   | 0 | 0 | 5 | 2  | 30 | −28 | 0   |